# Галіфакс (округ, Північна Кароліна)
Шаблон:StateAbbr_ 36°16′ пн. ш. 77°40′ зх. д. / 36.26° пн. ш. 77.66° зх. д.
Округ  Галіфакс (англ. Halifax County) — округ (графство) у штаті  Північна Кароліна, США. Ідентифікатор округу 37083.

## Історія
Округ утворений 1758 року.

## Демографія
За даними перепису 
2000 року 
загальне населення округу становило 57370 осіб, зокрема міського населення було 24378, а сільського — 32992.
Серед мешканців округу чоловіків було 27284, а жінок — 30086. В окрузі було 22122 домогосподарства, 15302 родин, які мешкали в 25309 будинках.
Середній розмір родини становив 3,06.
Віковий розподіл населення поданий у таблиці:
| Стать    | До 15 років | 15-21 | 22-29 | 30-39 | 40-49 | 50-65 | 65-85 | Понад 85 |
| -------- | ----------- | ----- | ----- | ----- | ----- | ----- | ----- | -------- |
| Чоловіки | 6327        | 2711  | 2701  | 3961  | 4064  | 4294  | 3012  | 214      |
| Жінки    | 6032        | 2659  | 2630  | 4136  | 4332  | 4952  | 4602  | 743      |

## Виноски
1. ↑  U.S. Decennial Census. United States Census Bureau. Архів оригіналу за 12 травня 2015. Процитовано 17 січня 2015.
2. ↑  Historical Census Browser. University of Virginia Library. Архів оригіналу за 11 серпня 2012. Процитовано 17 січня 2015.
3. ↑  Forstall, Richard L., ред. (27 березня 1995). Population of Counties by Decennial Census: 1900 to 1990. United States Census Bureau. Архів оригіналу за 3 березня 2015. Процитовано 17 січня 2015.
4. ↑  Census 2000 PHC-T-4. Ranking Tables for Counties: 1990 and 2000 (PDF). United States Census Bureau. 2 квітня 2001. Архів оригіналу (PDF) за 18 грудня 2014. Процитовано 17 січня 2015.
5. ↑  State & County QuickFacts. United States Census Bureau. Архів оригіналу за 7 червня 2011. Процитовано 21 жовтня 2013.(англ.) Наведено за англійською вікіпедією.
6. ↑  American FactFinder. Бюро перепису населення США. Архів оригіналу за 21 травня 2008. Процитовано 31 січня 2008.

| США | Це незавершена стаття з географії США. Ви можете допомогти проєкту, виправивши або дописавши її. |